# León Klimovsky
León Klimovsky Dulfán (* 16. Oktober 1906 in Buenos Aires, Argentinien; † 8. April 1996 in Madrid, Spanien) war ein argentinischer Filmregisseur und Drehbuchautor.

## Leben und Werk
Bevor Klimovsky in der Filmbranche tätig wurde, arbeitete er 15 Jahre lang als Zahnarzt. In dieser Zeit (1929) gründete er auch Argentiniens ersten Filmclub. Zu Beginn drehte er vor allem Kurzfilme.
Im Jahre 1948 stellte Klimovsky als Regisseur seinen ersten Film El Jugador in Argentinien fertig. Ab Mitte der 1960er Jahre drehte er in Spanien hauptsächlich Italowestern und Kriegsfilme. Später ab Anfang der 1970er Jahre waren es dann vor allem Horrorfilme, am bekanntesten etwa Blutrausch der Zombies mit Paul Naschy.
Etliche Filme tragen aus steuerlichen Gründen seinen Namen als Regisseur, obwohl sie tatsächlich von italienischen Regisseuren inszeniert wurden.
Klimovsky war mit Inés de Tolosa verheiratet. Er starb 1996 in Madrid an Herzversagen. Sein Cousin war der argentinische Mathematiker und Philosoph Gregorio Klimovsky.
Bei einigen Filmen wurde Klimovskys Name falsch geschrieben (León Klimonsky, Leon Klimosky, Leon Klimowsky, León Klimowsky) oder ein Pseudonym verwendet (Henry Mankiewicz).
Sein Kollege Enzo G. Castellari, der 1966 den von ihm begonnenen Italowestern Django kennt kein Erbarmen beendete, beschrieb ihn zwar als höflich und gebildet, aber untalentiert und gegenüber Produzenten duckmäuserisch.

## Auszeichnungen
Der Film Marihuana war 1951 nominiert beim Filmfestival Cannes.
1959 wurde Salto a la gloria beim Filmfestival San Sebastian als bester spanischsprachiger Film prämiert. 1995 erhielt Klimovsky den Ehrenpreis des spanischen Filmregisseurverbandes ADIRCAE.

## Filmografie als Regisseur (Auswahl)
- 1948: El Jugador
- 1950: Marihuana
- 1953: Das Testament des Grafen von Monte Christo (El conde de Monte Cristo)
- 1955: Liebe, Haß und scharfe Klingen (El juramento de Lagardere)
- 1955: Die Liebesmühle (La pícara molinera)
- 1957: Der Sohn des Scheik (Los amantes del desierto) (Co-Regie)
- 1959: Geschichte eines Arztes (Salto a la gloria)
- 1962: Torrejón City
- 1963: Fuera de la ley
- 1964: Die tapferen Sieben (Los siete bravisimos)
- 1965: Dos mil Dolares por Coyote
- 1966: Django kennt kein Erbarmen (Pochi Dollari per Django)
- 1967: Django – unersättlich wie der Satan (Un hombre vino a matar)
- 1968: Pagò cara su muerte
- 1968: Zum Krepieren befohlen (Giugno '44 - Sbarcheremo in Normandia)
- 1969: 1944 – Die Brücke über der Elbe (No importa morir)
- 1969: Quinto, töte nicht (El valor de un cobarde)
- 1969: La sfida dei MacKenna
- 1969: Panzerschlacht an der Marne (Hora cero: Operación Rommel)
- 1970: Bleigewitter (Reverendo Colt)
- 1971: Nacht der Vampire (La noche de Walpurgis)
- 1971: Sando Kid spricht das letzte Halleluja (Un dolár para Sartana)
- 1972: Die Nacht der blutigen Wölfe (Dr. Jekyll y el Hombre Lobo)
- 1972: Die Rebellion der lebenden Leichen (La rebelión de las muertas)
- 1974: Die Gruft des Grauens (La tumba del vampiro)
- 1974: The Devil’s Possessed – Der Marschall des Teufels (El mariscal del infierno)
- 1975: Blutsauger (El extraño amor de los vampiros)
- 1975: Todeskreis Libelle (Una libélula para cada muerto)
- 1976: Ultimo Deséo
- 1978: Violación fatal
- 1979: La barraca (Mini-Serie)